# Humberto Rayneri
Humberto Rayneri (n. Turín, Italia; 1890 - f. Buenos Aires, Argentina; 1968) fue un empresario y director teatral italiano que hizo parte de su carrera en Argentina.

## Carrera
Rayneri fue un prestigioso actor que estuvo en su patria principalmente ligado a la trágica Eleonora Duse. Vino al país en 1923, acompañando a Ermete Zacconi en su actuación en el teatro Nuevo. Luego colaboró con varios empresarios de Buenos Aires como Enrique J. Muscio, Francisco Gallo y  Héctor Quiroga (formando una compañía teatral en 1952). También cuidó a los intérpretes del compositor Francisco Canaro.
En 1944 junto con Gallo produjeron la obra Si Eva se hubiese vestido en el Teatro Astral, asumiendo el riesgo grande de presentar un musical autóctono. Esta obra estuvo interpretada por Gloria Guzmán, Enrique Serrano, Juan Carlos Thorry, Blackie, Emilia Helda, Carlos Castro, Susana Vargas, Amalia Bernabé, Elvira Remet, Alfredo Jordán, Julián Bourges, Tomás Hartich y Hugo Míguez.
Fue vicepresidente de la primera comisión directiva nacional de cultura, cuando la presidencia estaba a cargo de Roberto Ribelli en 1950.